# Jean-Antoine Guer
Jean-Antoine Guer (1713-1771) est un avocat et un écrivain polygraphe français du XVIIIe siècle.
Né à Sallanches en Savoie le 19 octobre 1713, il fait ses études à Lyon et est reçu avocat. À la suite d'un incendie, il perd tous ses biens, et déménage à Paris où il mène une vie obscure, mais bénéficie de la protection de Jean-Baptiste de Machault d'Arnouville. Son œuvre, très diverse par les thèmes et les formes abordés, est l'objet de critique et de moquerie de ses contemporains, notamment de Fréron. Il meurt à Paris le 13 août 1771.

## Œuvres
- César aveugle et voyageur, Londres (Paris), 1740. Histoire d'un mendiant parisien nommé Pinolet. Revu et augmenté en 1755.
- Mœurs et usage des Turcs, leur religion, leur gouvernement civil, militaire et politique avec un abrégé de l’histoire ottomane, Paris, Coustelier, vol. I, 1746 (en ligne) ; Paris, Mérigot et Piget, 1747 (en ligne). Une œuvre sous forme de "tableau général" semblable à celle de Ignace Mouradja d'Ohsson dans son souci d'une représentation non événementielle de l'Empire ottoman.
- Histoire critique de l'âme des bêtes, Amsterdam, François Changuion, 1749 (en ligne)
- L'Infortuné reconnaissant, poème en 4 chants, Paris, 1755
- Histoire générale et particulière de l'électricité, Paris, 1753
- Édition de: Telliamed, ou Entretiens d'un philosophe indien avec un missionnaire françois sur la diminution de la mer, la formation de la terre l'origine de l'homme etc. Mis en ordre sur les Mémoires de feu M. de Maillet, par J.A. G[uer], Amsterdam, L'honoré et fils, 1748

Inédits :
- Réflexions sur Mérope
- La Cour du Soleil dédié à Madame de Pompadour.
- Décaméron historique
- Pantheisticon
- Histoire des ambassadeurs de Constantinople

## Sources
- Joseph-François Michaud, Louis Gabriel Michaud, Biographie universelle, ancienne et moderne, vol. 66, p. 212-213